# زمالة الجمعية الملكية

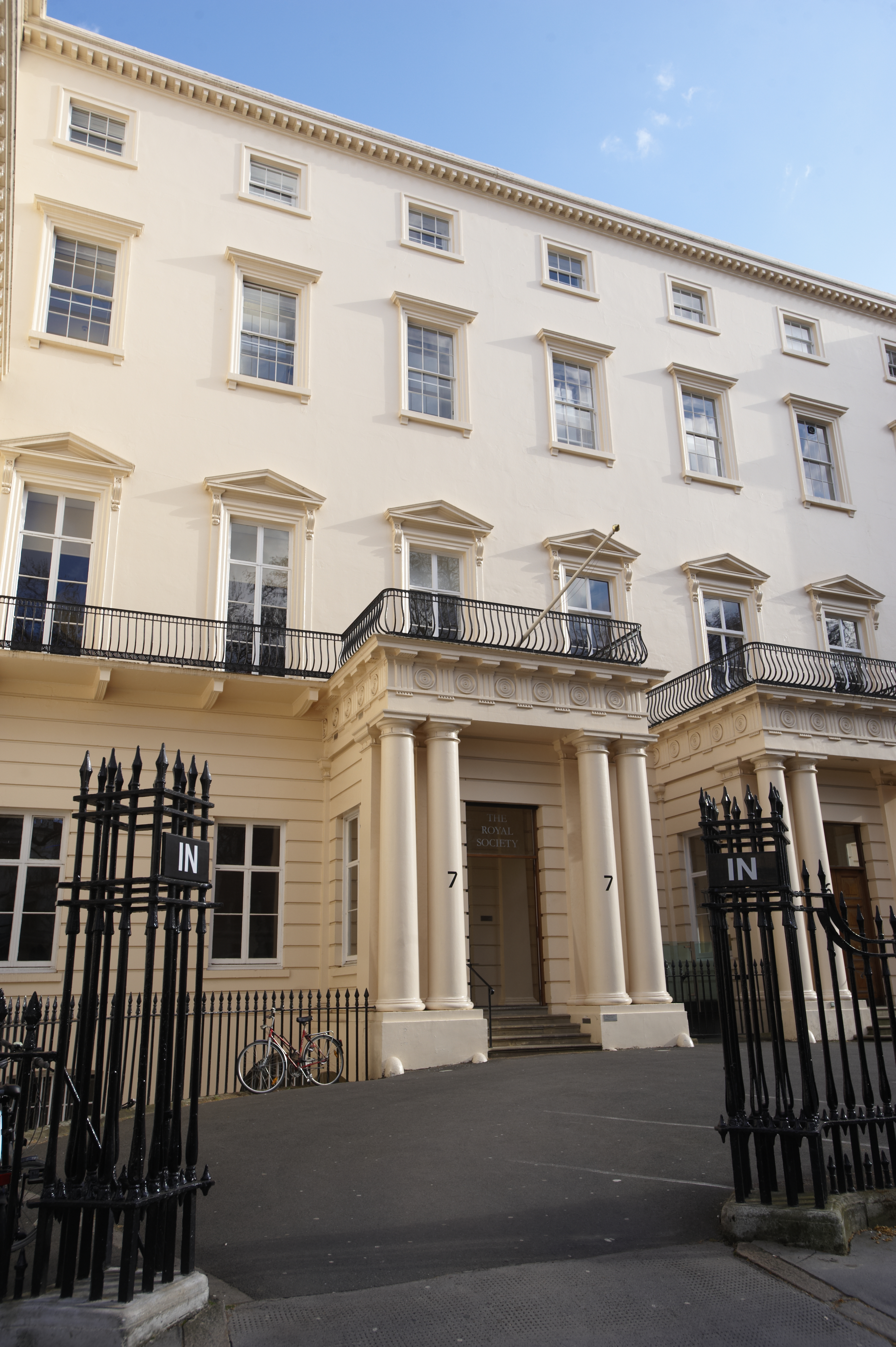
مبنى الجمعية الملكية

شعار النبالة للجمعية الملكية

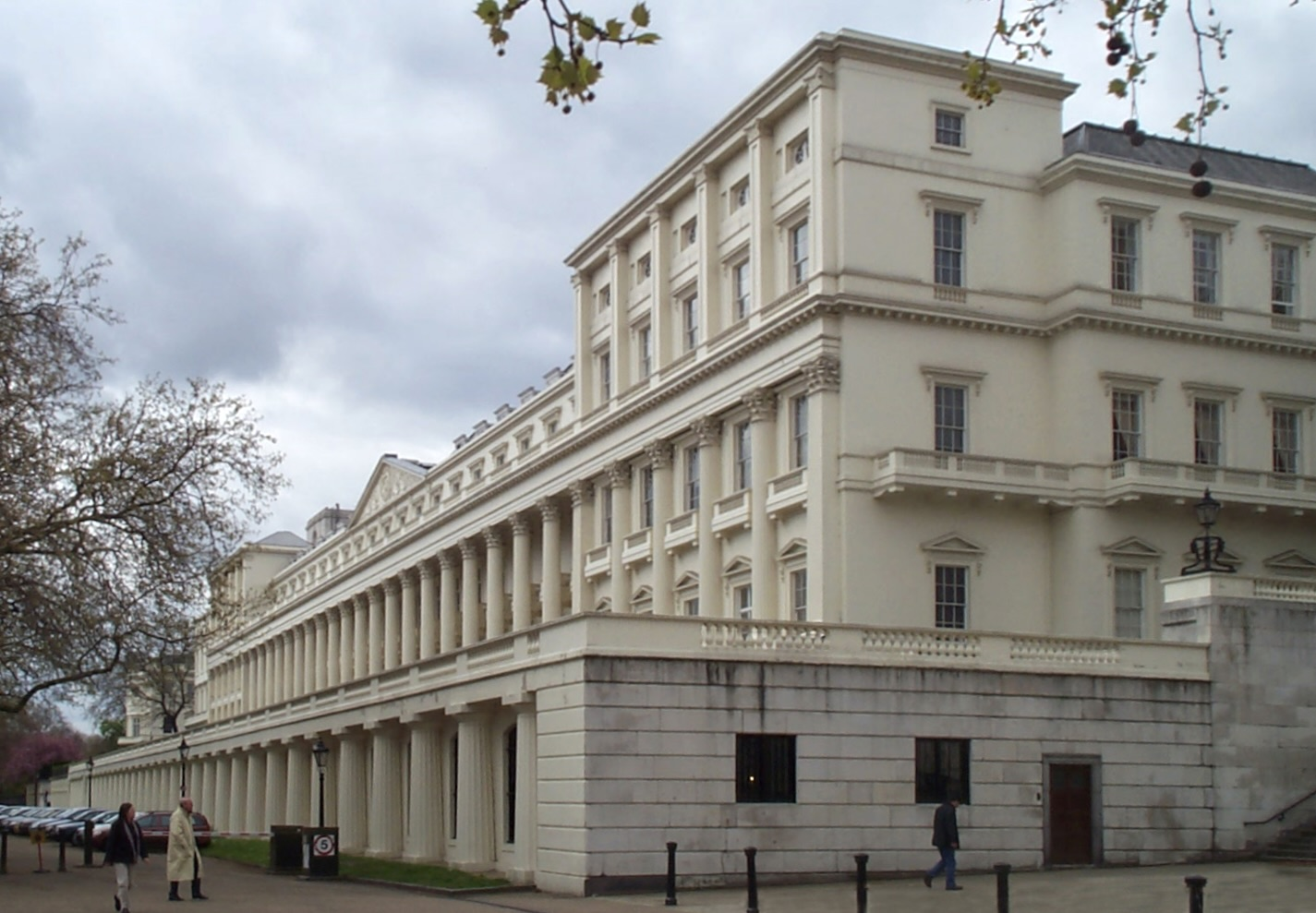
مبنى الجمعية الملكية

زمالة الجمعية الملكية (FRS, ForMemRS & HonFRS) هي جائزة وزمالة تعطى من الجمعية الملكية في لندن إلى أفراد قدموا:
" مساهمات كبيرة في تحسين المعرفة الطبيعية كالرياضيات، الهندسة، العلوم والطب."

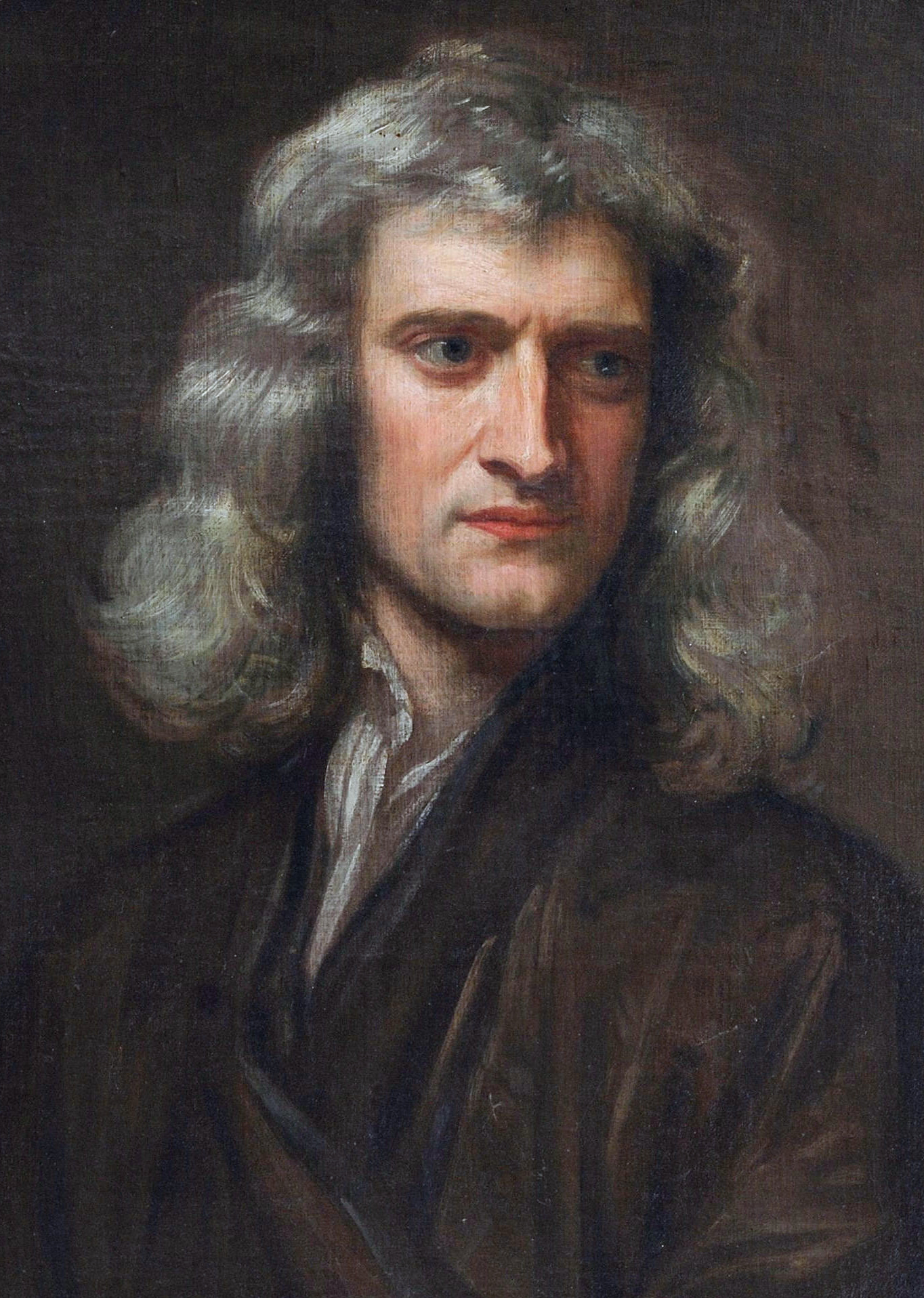
كان إسحاق نيوتن من أوائل أعضاء الجمعية الملكية، تم إنتخابة عام 1672.

تعتبر هذه الزمالة الأقدم في تاريخ الأكاديميات العلمية الحديثة، وحصل عليها العديد من رواد الفكر العلمي مثل العالم الإنجليزي إسحاق نيوتن عام 1672، الجيولوجي تشارلز داروين عام 1839، الفيزيائي مايكل فارداي عام 1824، الفيزيائي إرنست رذرفورد عام 1903، الرياضياتي الهندي سرينفاسا أينجار رامانجن عام 1919، الفيزيائي ألبرت إينشتاين عام 1921، عالمة الكيمياء الحيوية دوروثي هودجكن عام 1947، عالم الحاسوب آلان تورنغ عام 1951 والفيزيائي فرنسيس كريك عام 1959. وحديثا مُنِحَت هذه الزمالة إلى عالم الفيزياء النظرية ستيفن هوكينغ عام 1974، عالم الكيمياء الحيوية تيم هانت عام 1991، عالمة الأحياء إليزابيث بلاكبيرن عام 1992، عالم الحاسوب ومخترع الويب تيم بيرنرز لي عام 2001، الكيميائي فينكاترامان راماكريشنان عام 2003، الفيزيائي أندريه غييم عام 2007، المخترع جايمس دايسون عام 2015، وحوالي 8000 آخرين في المجمل، منهم 280 عالم حاصل على نوبل منذ عام 1663.
مع بداية عام 2016، يوجد حوالي 1600 شخص حي حاصل على الزمالة، كعضو أجنبي أو عضوية فخرية
وصفت صحيفة الغارديان زمالة الجمعية الملكية بأنها:
«إنجاز يعادل الحصول على الأوسكار»

## الزمالات الرئيسية
في شهر مايو من كل عام يتم انتخاب أكثر من 60 عضوا جديدا (FRS)، عضو فخري (HonFRS) وعضو أجنبي (ForMemRS) من بين حوالي 700 مرشح آخر. يتم اختيار الأعضاء لأحدى الزمالات التالية:

### زمالة الجمعية الملكية

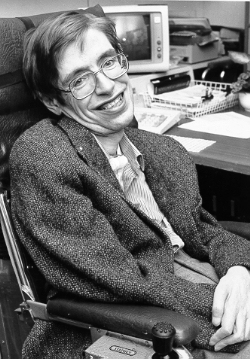
تم إنتخاب عالم الفيزياء النظرية ستيفن هوكينغ كزميل في الجمعية الملكية في عام 1974

في كل عام، يتم انتخاب أكثر من 52 عضوا من المملكة المتحدة ودول الكومنولث الذين يشكلوا حوالي 90٪ الجمعية الملكية. يتم اختيار المرشحين على أساس التفوق في مجال العلمي.

### أعضاء أجانب في الجمعية الملكية

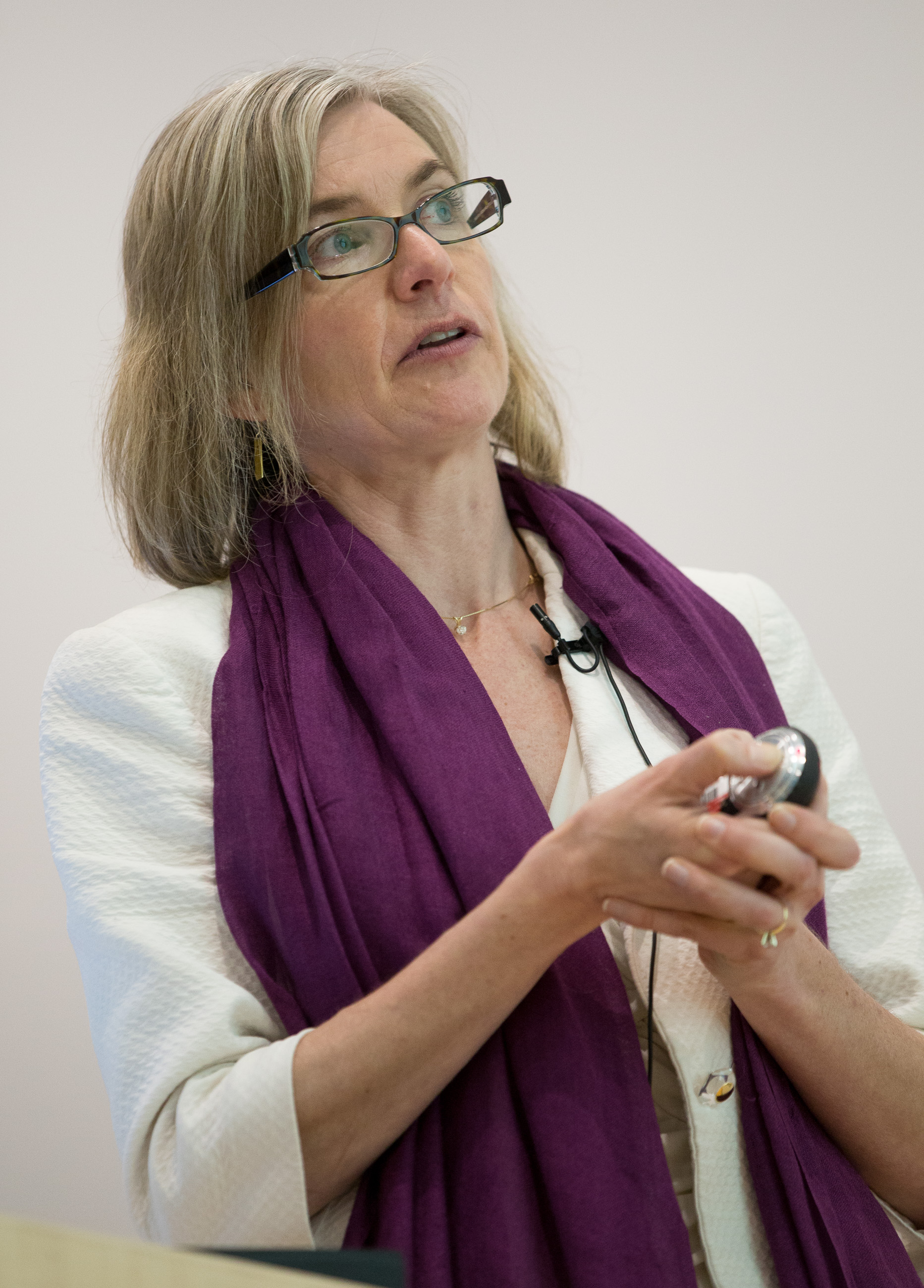
تم إنتخاب أستاذة الكيمياء وعلم الأحياء الخلوية جنيفر داودنا كعضو أجنبي في الجمعية الملكية في عام 2016

يتم اختيار أكثر من 10 أعضاء أجانب كل عام، يتم الاختيار عن طريق مراجعة الأقران. مع بداية عام 2016 تم ترشيح حوالي 165 اسم ليتم التفاضل بينهم واختيار الأفضل ليكون عضوا أجنبيا.

### العضوية الفخرية للجمعية الملكية

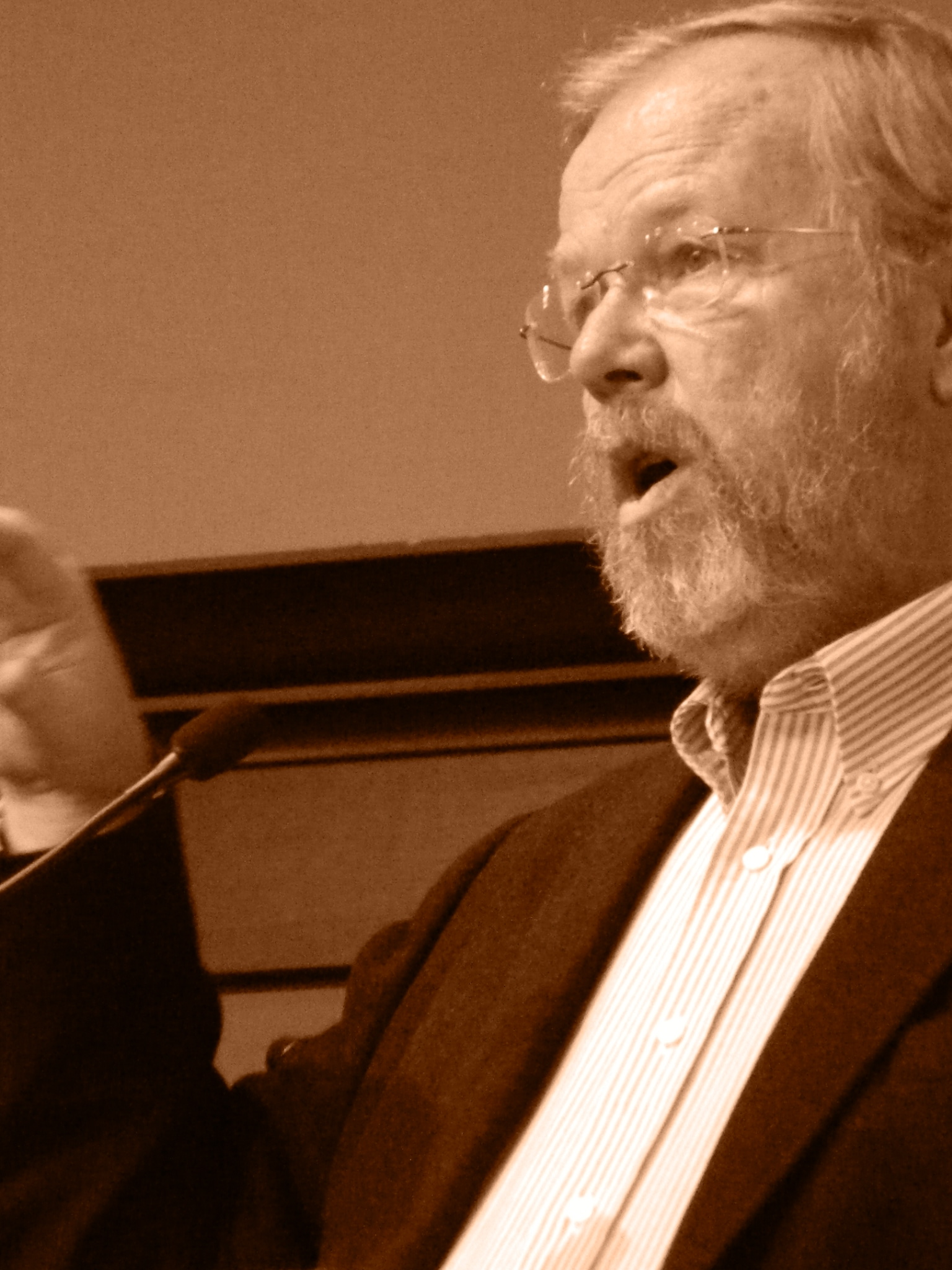
تم إنتخاب المؤلف الأمريكي بل برياسون عضوا فخريا للجمعية الملكية في عام 2013

الزمالة الفخرية هو لقب أكاديمي يمنح لأبرز المساهمين في تطور العلم، ولكن هذه الإنجازات لم تكن كافية لحصولهم على زمالة أو عضوية أجنبية. من الحائزين على العضوية الفخرية المؤلف الأمريكي بل برياسون عام 2013، المذيع ميلفين براج عام 2010، المهندس روبن ساكسبي عام 2015، البارون ديفيد سانسبيري عام 2008، الفيلسوفه أونورا أونيل عام 2007، الصحفي والفيزيائي جون مادوكس عام 2000، الفلكي باتريك مور عام 2001، المؤرخة ليسا جاردين عام 2015.

### بند 12 زمالة السابق

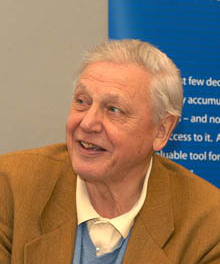
تم اختيار صانع الوثائقيات ديفيد أتينبارا عضوا في الجمعية الملكية تحت بند 12 عضو في عام 1983

بند 12 عضو هو بند تراثي عن كيفية اختيار الأعضاء للعضوية الفخرية، بدأ تنفيذة منذ عام 1997. من الأعضاء الذين تم انتخابهم تحت هذا البند صانع الوثائقيات ديفيد أتينبارا عام 1983، جون بالمر الرابع إيرل سيلبورني عام 1991. رؤساء وزراء المملكة المتحدة مثل مارغريت ثاتشر عام 1983، نيفيل تشامبرلين عام 1938، هربرت أسكويث عام 1908.

### الأعضاء الملكيين للجمعية الملكية
يستطيع مجلس الجمعية الملكية أن يرشح أعضاء العائلة الملكية البريطانية للانضمام كزميل ملكي في الجمعية الملكية. ففي عام 2016 وصل عدد الأعضاء الملكيين إلى 5 أعضاء وهم: تشارلز فيليب آرثر جورج أمير ويلز عام 1978، آن إليزابيث أليس مونتباتن وندسور الأميرة الملكية في عام 1987، الأمير إدوارد دوق كينت عام 1990، الأمير ويليام دوق كامبريدج عام 2009، الأمير أندرو دوق يورك عام 2013. الأمير فيليب دوق إدنبرة تم انتخابه تحت البند 12 عضو في عام 1951.

## انتخاب أعضاء جدد
يتم الإعلان عن انتخاب الأعضاء الجداد في مايو كل عام. تمر عملية بثلاث محطات الأولى الترشيح، الثانية مراجعة الأقران، الثالثة الاختيار ثم الإعلان.

### الترشيح
يتم ترشيح أي زميل أو عضو أجنبي عن طريق عضوين أساسين في الجمعية الملكية، في السابق كان لا بد من وجود خمس ترشيحات من خمس أعضاء.
لا يوجد عدد معين من الترشيحات لكل عام. ففي عام 2015، تم ترشيح 654 للزمالة و106 للعضوية الأجنبية.

### الإختيار
يشرف مجلس الجمعية الملكية على عملية الاختيار. يتكون المجلس من 10 لجان يعرفوا بلجان الاختيار، لتحديد وترشيح العضو الأفضل. في نهاية المطاف تتكون القائمة النهائية من 52 مرشح للزمالة و10 مرشحين للعضوية الأجنبية، يتم تأكيدها في شهر إبريل وإجراء الاقتراع السري في شهر مايو. يتم انتخاب المرشح إذا حصل على ثلثي موافق الأعضاء الموجودين.
يتم تقسيم الأعضاء على اللجان كالتالي، فالفيزياء لها 18 عضو بحد أقصى، البيولوجيا لها نفس عدد الكراسي، وتقريبا 10 أعضاء للعلوم التطبيقية، علوم الإنسان. أما آخر ستة فقد يكونوا أعضاء فخريين أو أعضاء ملكيين.
تتكون لجان الاختيار من 15 عضوا ورئيس. يتم تغيير الأعضاء كل ثلاث سنوات لتجديد معايير الاختيار. وتتكون من مجموعات كل مجموعة لها جزء مخصص من العلوم لتشرف عليه مثل:
1. الرياضيات.
2. الفيزياء والفلك.
3. الكيمياء.
4. الهندسة.
5. علوم الأرض.
6. الكيمياء الحيوية وعلم الأحياء الخلوي.
7. علم الأحياء الدقيقة، علم المناعة وعلم الأحياء النمائي.
8. علم التشريح، علم وظائف الأعضاء والعلوم العصبية.
9. علم الأحياء، التطور، علم البيئة.
10. العلوم الإنسانية.

### القبول
يتم تخصيص يوم سنويا في شهر يوليو للاحتفال بقبول الأعضاء الجدد.

## وصلات خارجية
‌